# Ceroctis yerburyi
Ceroctis yerburyi là một loài bọ cánh cứng trong họ Meloidae. Loài này được Gahan miêu tả khoa học năm 1896.